# Muralles de Catí
Les muralles de Catí constitueixen actualment les restes de l'antiga muralla de la localitat de Catí (Alt Maestrat). Estan catalogades, per declaració genèrica, com a Bé d'Interès Cultural amb l'anotació ministerial número RI - 51-0011328, amb data d'anotació 22 de març de 2005, dins del  Nucli històric catalogat al seu torn com BIC.

## Descripció historicoartística
La població de Catí, estava gairebé íntegrament emmurallada. La part sud de la localitat per les seves característiques orogràfiques, proporcionava una protecció natural que feia prescindible l'existència en la mateixa de mur de defensa.
No es tractava d'una gran muralla, sinó que el mur era un resguard i protecció de la població. Malgrat això era necessari comptar amb una sèrie de portals per poder entrar o sortir del recinte emmurallat. Malgrat que pràcticament tots aquests portals es conservaven en peu en els primers anys del segle xx, la construcció de la carretera de Catí a la "Venda de l'Aire" i de Catí a "L'Hostalet de Vilardecanes", va fer que s'enderroquessin part. Més tard, a 1922 es va enderrocar el portal de la "Font Nova" o de "Sant Vicent" (els quals tenien una capella sobre els portals que tenien estructura de torre cúbica, amb quatre pilars que en unir-se a la part alta en forma d'arc de mig punt donaven lloc a la porta d'accés), construint-se una nova capella per al sant damunt del dipòsit d'aigua de la font. Finalment, en 1932 es va procedir a la destrucció dels restants portals: el del carrer de Sant Roc (el qual posseïa un gruixut mur de defensa amb gairebé dos metres d'amplada), el del Cementiri antic i el de Sant Joan. La construcció d'aquests portals era molt similar, d'estructura molt senzilla igual que els materials i tècniques constructives emprats per a aquesta; es trobaven adossats als llenços de la muralla, que en alguns casos s'havien convertit en part d'habitatges, reduint-se a una simple porta a la qual s'accedia travessant un arc de mig punt.
A 1462, a causa del conflicte bèl·lic que s'estava produint en l'anomenada Guerra dels dos Peres, Catí es va veure en la necessitat de reforçar la seva protecció, per la qual cosa va renovar les portes d'accés al recinte emmurallat així com els seus sistemes de tancament i restaurar els llenços dels murs que s'havien destruït.
Existeix documentació acreditativa de l'empedrat del portal anomenat de la "Font Vella", aproximadament a 1528, amb motiu d'haver de passar per ell rei Carles I d'Espanya per anar a les Corts de Montsó.